# The Album (Caravan)
The Album è il nono album in studio del gruppo progressive rock britannico Caravan, pubblicato nel 1980.

## Tracce
Side 1
1. Heartbreaker – 3:38
2. Corner of Me Eye – 3:39
3. Watcha Gonna Tell Me – 5:48
4. Piano Player – 5:23
5. Make Yourself at Home – 3:27

Side 2
1. Golden Mile – 3:11
2. Bright Shiny Day – 6:19
3. Clear Blue Sky – 6:25
4. Keepin' Up the Fences – 5:21

## Formazione
- Pye Hastings - chitarra, voce
- Richard Coughlan - batteria
- Dave Sinclair - organo, piano, tastiera, sintetizzatore
- Dek Messecar - basso, cori
- Geoffrey "Geoff" Richardson - viola, chitarra, flauto, voce